# Роґерувко
Роґерувко (пол. Rogierówko) — село в Польщі, у гміні Рокетниця Познанського повіту Великопольського воєводства.
Населення — 225 осіб (2011).
У 1975-1998 роках село належало до Познанського воєводства.

## Демографія
Демографічна структура станом на 31 березня 2011 року:
|          | Загалом | Допрацездатний вік | Працездатний вік | Постпрацездатний вік |
| -------- | ------- | ------------------ | ---------------- | -------------------- |
| Чоловіки | 112     | 28                 | 77               | 7                    |
| Жінки    | 113     | 27                 | 72               | 14                   |
| Разом    | 225     | 55                 | 149              | 21                   |